# Rivello
Rivello község (comune) Olaszország Basilicata régiójában, Potenza megyében.

## Fekvése
A megye délnyugati részén fekszik. Határai: Casaletto Spartano, Lagonegro, Maratea, Nemoli, Sapri, Tortorella és Trecchina.

## Története
A település eredete a középkorra vezethető vissza, de a számos feltárt régészeti lelet alapján valószínűsítik, hogy az ókori lukániai Sirinos város helyén épült ki. A következő évszázadokban különböző nemesi családok birtokolták. A 19. század elején, amikor a Nápolyi Királyságban felszámolták a feudalizmust, önálló község lett.

## Népessége
A népesség számának alakulása:

## Főbb látnivalói
- Sant’Antonio-kolostor (1515)
- San Nicola-templom
- Santa Maria del Poggio-templom